# Pusté Žibřidovice
Pusté Žibřidovice (německy Wüst Seibersdorf) je vesnice na Šumpersku, od roku 1949 součást Jindřichova. Součástí Žibřidovic (Zybřidovic, Pustých Žibřidovic) byla i osada Sklená (Sklenná), která byla v roce 1950 vedena jako osada Jindřichova, v dalších letech se již jako osada neuvádí.

## Historie
První písemná zmínka o obci pochází z roku 1382.
| Rok            | 1869 | 1880 | 1890 | 1900 | 1910 | 1921 | 1930 | 1950 | 1961 | 1970 | 1980 | 1991 | 2001 | 2011 | 2021 |
| -------------- | ---- | ---- | ---- | ---- | ---- | ---- | ---- | ---- | ---- | ---- | ---- | ---- | ---- | ---- | ---- |
| Počet obyvatel | 1032 | 1027 | 972  | 1109 | 1172 | 1086 | 1089 | 503  | 363  | 573  | 315  | 227  | 232  | 236  | 160  |

## Kulturní památky
V katastru obce jsou evidovány tyto kulturní památky:
- Kostel svaté Máří Magdalény (Pusté Žibřidovice) - jednolodní kostel z roku 1735 s bohatě členěnou fasádou; k areálu patří dále:
  - sousoší Piety (před vstupní branou) - sochařská práce z 1. poloviny 19. století
  - ohradní zeď se vstupní branou - z 1. poloviny 18. století